# Municipio de North Bethlehem
El municipio de North Bethlehem (en inglés: North Bethlehem Township) es un municipio ubicado en el condado de Washington en el estado estadounidense de Pensilvania. En el año 2000 tenía una población de 1.746 habitantes y una densidad poblacional de 30 personas por km².

## Geografía
El municipio de North Bethlehem se encuentra ubicado en las coordenadas 40°05′48″N 80°06′05″O / 40.09667, -80.10139.

## Demografía
Según la Oficina del Censo en 2000 los ingresos medios por hogar en la localidad eran de $41,250 y los ingresos medios por familia eran $46,250. Los hombres tenían unos ingresos medios de $37,250 frente a los $23,214 para las mujeres. La renta per cápita para la localidad era de $20,399. Alrededor del 8,0% de la población estaban por debajo del umbral de pobreza.